# Meldorf-Land (Amt)

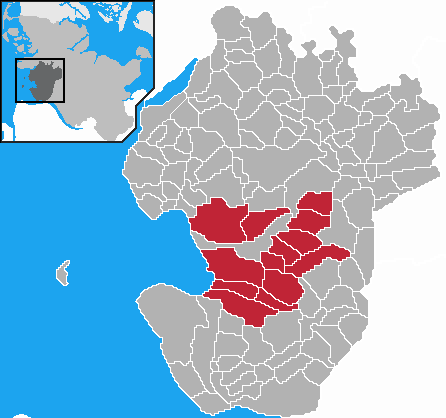
Amt Meldorf-Land no distrito de Dithmarschen

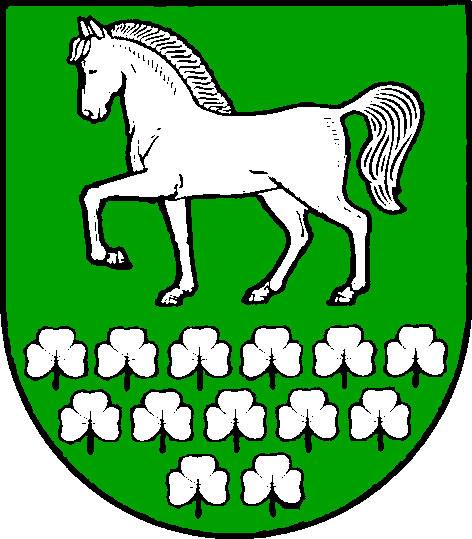
Brasão do Amt Meldorf-Land

Meldorf-Land foi uma associação municipal (Amt) da Alemanha, localizada no estado de Schleswig-Holstein, distrito de Dithmarschen. Em 25 de maio de 2008, ela foi unida com o Amt Albersdorf e a cidade de Meldorf para formar o Amt Mitteldithmarschen. Sua sede era a cidade de Meldorf, que não era membro da associação.
Era composto pelos seguintes municípios:
1. Bargenstedt
2. Barlt
3. Busenwurth
4. Elpersbüttel
5. Epenwöhrden
6. Gudendorf
7. Krumstedt
8. Nindorf
9. Nordermeldorf
10. Odderade
11. Sarzbüttel
12. Windbergen
13. Wolmersdorf